# Seann William Scott
Seann William Scott (Cottage Grove, 3 oktober 1976) is een Amerikaans acteur.
Als klein jongetje maakte Scott reclame voor een drankje. Hij heeft ook gespeeld in de comedyserie All My Children. Zijn grote doorbraak was in 1999 als Steve Stifler in de tienerfilm American Pie. In 2000 speelde Scott in Dude, Where's My Car? met Ashton Kutcher en in Road Trip. In 2001 speelde Scott opnieuw Steve Stifler in American Pie 2 en in 2003 ook nog een derde maal in American Wedding. Eveneens in 2003 presenteerde hij de MTV Movie Awards samen met Justin Timberlake. In 2005 speelde Scott in de film The Dukes of Hazzard met Johnny Knoxville.
Scott was verloofd met voormalig Victoria's Secret-model Lindsay Frimodt.